# 健康科学研究科
健康科学研究科（けんこうかがくけんきゅうか、英称：The Graduate School of Health Sciences）は、日本の大学院研究科のうち、健康科学に関する高度な教育・研究を行う機構の1つである。
公立大学では、2003年に青森県立保健大学が、私立大学では、1999年に東海大学に設立されたのが最初である。

## 概要
主に、健康科学部の上位に連続された形で設置され、博士前期課程（修士課程）および博士後期課程（博士課程）あるいはそれに相当する課程で構成される。学位は、「修士(健康科学)」や「博士(健康科学)」とは必ずしもならず、専攻する領域毎に設定している専門分野に準じた学位と捉える事が肝要である。これは、医療分野を始めとした社会福祉分野、生活科学分野、心理学分野、そしてスポーツ分野など広い側面からアプローチできる「健康科学」を包摂する研究科名称が多い事からも見受けられる。

## 健康科学研究科を置く大学
公立大学
- 青森県立保健大学大学院

私立大学
- 帝京平成大学大学院
- 東海大学大学院
- 常葉大学大学院（旧・浜松大学より）
- 松本大学大学院
- 豊橋創造大学大学院
- 至学館大学大学院
- 京都橘大学大学院
- 畿央大学大学院

## 健康科学研究科と類似する研究科名称
- 流通経済大学大学院 スポーツ健康科学研究科
- 順天堂大学大学院 スポーツ健康科学研究科
- 立命館大学大学院 スポーツ健康科学研究科
- 同志社大学大学院 スポーツ健康科学研究科
- 福岡大学大学院 スポーツ健康科学研究科
- 大東文化大学大学院 スポーツ・健康科学研究科
- 長崎県立大学大学院 人間健康科学研究科
- 首都大学東京大学院 人間健康科学研究科
- 中部大学大学院 生命健康科学研究科
- 駒澤大学大学院 医療健康科学研究科

## 健康科学を包摂した専攻がある他の研究科名称
- 茨城キリスト教大学大学院 生活科学研究科 食物健康科学専攻
- 東京大学大学院 医学系研究科 健康科学・看護学専攻
- 協同大学院 共同先進健康科学専攻
  - 東京農工大学大学院 生物システム応用科学府
  - 早稲田大学大学院 理工学術院 先進理工学研究科
- 愛知学院大学大学院 心身科学研究科 健康科学専攻
- 川崎医療福祉大学大学院 医療技術学研究科 健康科学専攻
- 京都大学大学院 医学研究科 人間健康科学系専攻
- 広島大学大学院 医歯薬保健学研究科 口腔健康科学専攻
- 福岡女子大学大学院 人間環境学研究科 栄養健康科学専攻
- 大分県立看護科学大学大学院 看護学研究科 健康科学専攻
- 人間総合科学大学大学院 人間総合科学研究科 心身健康科学専攻 [通信制]